# Esbly
Esbly ist eine französische Gemeinde mit 6237 Einwohnern (Stand 1. Januar 2022) im Département Seine-et-Marne in der Region Île-de-France.

## Geografie
Esbly liegt acht Kilometer nordöstlich von Lagny-sur-Marne. Die Gemeinde wird von den Flüssen Marne und Grand Morin durchquert.

## Geschichte
Gegen 1140 wird der Ort erstmals als Capela Esbeliaci erwähnt. Den heutigen Namen trägt die Gemeinde seit 1789. Im 13. Jahrhundert lebten in dem Ort 280 Menschen. 1228 entstand im Ort die erste Mühle, eine heute noch existierende Mühle stammt aus dem Jahr 1530. 1185 weihte der Bischof von Meaux eine erste Kapelle, die heutige Kirche stammt aus dem Jahr 1692. Seit 1833 gab es Bestrebungen, eine Eisenbahnlinie von Paris nach Straßburg einzurichten. 1849 erhielt das Dorf seinen Bahnhof, was zu einem starken Bevölkerungswachstum führte. Zum Bau der Bahnstrecke holte man 300 bis 400 Gastarbeiter aus Belgien und der Auvergne. 1894 hatte das Dorf 600 Einwohner, es gab ein Postamt und eine lokale Polizeistelle. 1902 wurde schließlich die Linie nach Crécy-la-Chapelle eingeweiht. Am 22. Juni 1962 passierte der letzte Dampfzug die Linie Paris-Straßburg, sie war vollständig elektrifiziert. 1967 hatte Esbly 2500 Einwohner, 1974 waren es doppelt so viele.

## Sehenswürdigkeiten
Siehe: Liste der Monuments historiques in Esbly

## Persönlichkeiten
- Gustave Garrigou, * 24. September 1884 in Vabre-Tizac, ein französischer Radrennfahrer und Sieger der Tour de France 1911, lebte in Esbly; er starb hier am 28. Januar 1963.[3]